# معركة الحديدة
معركة الحديدة هي معركة اندلعت في 13 يونيو 2018 في محافظة الحديدة غربي اليمن بين قوات الجيش اليمني والمقاومة الشعبية الموالية للرئيس اليمني عبد ربه منصور هادي من طرف، والحوثيين من طرف آخر.

## الخلفية

### الحالة الإنسانية
في عام 2015، بدأت المملكة العربية السعودية تدخلا عسكريا في اليمن مما كان يُنبأ _حسب عشرات المنظمات الحقوقية_ بحصول كارثة إنسانية، خاصة وأن 28 مليون من سكان اليمن كانوا يعتمدون بالدرجة الأولى على المساعدات من أجل البقاء على قيد الحياة كما أن 8 ملايين من هؤلاء عانوا أو يُعانون من انعدام الأمن الغذائي. يلعب ميناء الحديدة دورا كبيرا وحاسما في وصول المواد الغدائية لداخل البلاد؛ حيث يتم الاعتماد عليه بشكل كبير عند معظم عمليات الاستيراد، خاصة وأن 80% من الواردات اليمنية تمر عبره بما في ذلك الكثير من الطعام والأدوية وما إلى ذلك. جذير بالذكر أن هذا الميناء قد تم تعطيله أو إغلاقه عدة مرات خلال الحرب مما تسبب في حصول الكثير من المجاعات المؤقتة والكوارث الإنسانية.
خلال الحرب الأهلية اليمنية عام 2015 سيطر الحوثيون على الميناء مما دفع بقوات التحالف العربي الذي تقوده السعودية إلى قصف المدينة في 18 آب/أغسطس من نفس العام. دُمر خلال القصف أربع رافعات كما تضررت عدة مستودعات. وقد ذكرت وسائل إعلام تابعة للحوثي حينها أن القصف استهدف حتى المدنيين؛ في حين اشتكت المنظمات الدولية من صعوبة إيصال المساعدات الإنسانية بسبب الحصار الذي فرضه التحالف والذي منع خلاله وصول مواد الإغاثة إلى المحتاجين.
في أوائل تشرين الثاني/نوفمبر 2017 وردا على استهداف الحوثيين بصاروخ للمملكة العربية السعودية أعلنت السلطات السعودية عن إغلاق الميناء جنبا إلى جنب مع كل الطرق الأخرى المؤدية إلى اليمن. في 23 تشرين الثاني/نوفمبر 2017 سمحت السلطات بفتح الميناء ولو مؤقتا من أجل مرور المساعدات كما سمحت بإعادة فتح مطار صنعاء الدولي.
قبل بداية المعركة؛ كانت ثلاثة أرباع من المساعدات الإنسانية والبضائع التجارية التي تدخل اليمن تمر عبر ميناء الحديدة. وقد لعبت الأمم المتحدة دورا كبيرا في تجنب حدوث أزمة إنسانية خاصة في حالة ما حاصرت دول التحالف العربي الميناء والمدينة بصفة عامة ومن ثم منعت مرور كل المساعدات. قبل أسبوع من بداية «الحرب» أو الهجوم حذرت الأمم المتحدة من أن ما بين 250.000 حتى 600.000 من السكان في خطر؛ ونددت في عدة مرات بما سمته إمكانية وقوع «كارثة» داخل أسوار المدينة.

## قبل الهجوم
في بيان للمدير التنفيذي لمنظمة اليونيسيف؛ ذكر أن ما لا يقل عن 300,000 طفل يعيشون حاليا في المدينة وحولها ويُعانون منذ فترة طويلة بالفعل. ثم واصل: «هناك 11 مليون طفل في حاجة إلى المساعدات الإنسانية ... سيؤدي الهجوم إلى خنق شريان الحياة وستكون له عواقب مدمرة» كما دعى البيان كل الدبلوماسيين إلى الضغط على بريطانيا والولايات المتحدة من أجل حث الإمارات العربية المتحدة والمملكة العربية السعودية على تأخير الهجوم. وكانت مجموعة من المنظمات الدولية والجمعيات الحقوقية قد اتهمت المملكة المتحدة والولايات المتحدة بعدم القيام بما يكفي من أجل ردع دول التحالف عن شن هذا الهجوم.
ذكرت الإمارات العربية المتحدة في البداية أن الهجوم سيتم تنفيذه من دون الحصول على دعم من الولايات المتحدة والمملكة المتحدة. في حين أعربت حكومة الولايات المتحدة عن مخاوفها مما قد يحصل بالرغم من أن وزير الخارجية مايك بومبيو ووزير الدفاع جيمس ماتيس قد توعدوا بتقديم كل الدعم للمدنيين.
وفقا لوزير دولة الإمارات للشؤون الخارجية أنور قرقاش فإن الميليشيات الحوثية قد انسحبت من الحديدة في صباح 13 حزيران/يونيو. أما الحوثيين فيقولون انهم استولوا على السلطة من خلال ثورة شعبية وأنهم يُدافعون عن اليمن من الغزو.
حذرت الهيئة الإغاثية كير من حصول أسوأ كارثة إنسانية في صنعاء، حيث نشرت بيانا تقول فيه: «معونات الناس قد استُنفدت بالفعل وباتوا اليوم يتضورون جوعا كما لا يتوفرون على أي وسائل للتعامل مع أي تصعيد في الحرب». دعا محمد علي الحوثي رئيس اللجنة الثورية جميع المنظمات الدولية إلى اتخاذ موقف جدي بشأن العدوان غير المسبوق بسبب ما يُشكله من تهديد خطير لميناء الحديدة الحيوي، كما أكد على استمرار التعاون الكامل مع منظمات الإغاثة الدولية لتقديم المساعدات إلى كافة الشعب اليمني.

### دور الولايات المتحدة
بحسب قناة الميادين فإن «قوى العدوان» السعودي والإماراتي تعتمد على الدعم الأمريكي؛ حيث تحصل على الأسلحة والعتاد كما تستفيد من الإحداثيات التي تزودها بها أمريكا عن طريق الأقمار الصناعية؛ كما ذكرت نفس القناة أن دول التحالف العربي تتزود بوقود أمريكي للطائرات وتحصل أيضا على مساعدة من ضباط وخبراء عسكريين متقاعدين. وقد أكدت في تقريرها المطول أن ضباط من الولايات المتحدة أشرفوا على تدريب 2000 مقاتل في إريتريا ثم تم إرسالهم مباشرة لسواحل الحُديدة.

## مسار الأحداث
دخلت القوات الحكومية الموالية للرئيس هادي محافظة الحديدة في ليلة 6-7 كانون الأول/ ديسمبر مما أسفر عن اشتباكات عنيفة مع المقاتلين الحوثيين الذين كانوا يتمركزون في مدينة الخوخة. تلقت القوات المهاجمة دعما من الإمارات العربية المتحدة من خلال عشرات الدبابات بالإضافة إلى قوات موالية للرئيس الراحل علي عبد الله صالح الذي قُتل على يد الحوثيين في وقت سابق.
في 10 كانون الأول/ديسمبر زعمت مصادر موالية للحكومة أن الحوثيين كانوا ينهارون تدريجيا أمام زحف القوات الحكومية مما نجم عنه فقد سيطرة الحوثيين على مدينة حيس إلى جانب جزء من مديرية التحيتا. ومع ذلك، في 20 كانون الثاني/يناير وقعت اشتباكات أخرى على مشارف هايز،  واعتبارا من 28 كانون الثاني/يناير سيطر الحوثيون على المدينة بعد أن زرعوا الألغام وفجروا الجسر الذي كان بمثابة شريان المدينة وذلك بهدف المماطلة في المفاوضات.
في 5 شباط/فبراير دخلت القوات الحكومية بعض أحياء المدينة ثم أكدت مصادر تابعة لها فيما بعد سقوط المدينة في اليوم التالي. قُتل خلال المعركة ثلاثين حوثي على الأقل وثمانية من القوات الموالية للحكومة التي تتلقى دعما كبيرا من التحالف العربي. وكان مجلس حقوق الإنسان التابع للأمم المتحدة قد أعلن في 9 فبراير/شباط أنه منذ بداية كانون الأول/ديسمبر شُرِّدَ 61,000 شخص بسبب المواجهات في محافظات تعز والحديدة مما يُشكل 71 بالمائة من النازحين داخل اليمن خلال تلك الفترة. أما وسائل الإعلام الموالية للحوثيين فقد ذكرت أن قواتها أصابت 12 جندي من دولة الإمارات ودمرت 8 آليات على الجبهة في 20 شباط/فبراير. ما بين 18 و20 فبراير فقد الحوثيين أكثر من 100 مقاتل خلال اشتباكات مع القوات الحكومية أو في الغارات الجوية التي تشنها قوات التحالف بقيادة السعودية على ساحل البحر وذلك وفقا لوزارة الدفاع اليمنية. نفذت القوات الحكومية المدعومة من قبل قوات التحالف بقيادة السعودية ضربات صاروخية مكنتها من تحقيق تقدم طفيف على الأرض وحصار مدينة الجراحي. جذير بالذكر هنا أن الحوثيون هم الآخرون قد شنوا هجوما مضادا شرقي حيس ولكن تم صده.
في 8 آذار/مارس ذكرت وسائل إعلام تابعة لهادي أن طائرات التحالف الذي تقوده السعودية استهدف جمعا من الحوثيين مما أسفر عن مقتل حوالي 100 من المقاتلين الحوثيين في محافظة الحديدة.
في 19 نيسان/أبريل قُتل صالح علي الصماد رئيس المجلس السياسي الأعلى بع غارة جوية للتحالف في منطقة معينة من محافظة الحديدة.
في 27 مايو/أيار ورد أن القوات الحكومية حاولت دخول مناطق الحوثي الواقعة على طول الساحل الغربي لكنها فشلت في ذلك؛ بعد صدها واندلاع اشتباكات عنيفة خلفت مقتل ما لا يقل عن 150 شخصا.

### 13 حزيران/يونيو
ذكر مسؤولون يمنيون أن ما يقرب من 2,000 من القوات الإماراتية قد اعتدت على مدينة الحديدة انطلاقا من قاعدة بحرية للإمارات في إريتريا. وكانت كير قد سجلت حصول ما لا يقل عن 30 ضربة جوية في اليوم الأول من القتال كما ذكرت أن سكان المدينة يُعانون من حالة من الذعر والرعب. في اليوم الأول من المعركة، ذكرت الإمارات وقوات التحالف أنها تسعى «لاسترجاع» مطار الحديدة الدولي الذي يقع على بعد أميال قليلة من وسط المدينة.
ذكرت وسائل إعلام يمنية أن المقاتلين الحوثيين بقيادة اللجان الشعبية قد خلفوا أضرارا جسيمة على ما سمتهم «المعتدين» في حي هايز وذلك بعد تمكن الحوثي من تدمير 10 ناقلات للجنود وبعض المدرعات في حين قُتل 250 من المسلحين الحوثيين خلال القتال.
ادعت قناة المسيرة التابعة للحوثيين من خلال المتحدث لؤي الشامي ادعت أن الحوثيون قد استهدفوا سفينة تابعة للتحالف بصاروخين. أما القوات المسلحة لدولة الإمارات العربية المتحدة فقد ذكرت أن أربعة من الجنود الإماراتيين قد قُتلوا اعتبارا من 13 حزيران/يونيو.
في بيان رسمي ذكر الحوثي أن قيادات الدفاع البحرية والساحلية في جاهزية عالية ومستعدة لمواجهة الهجوم على الميناء، محذرا من أن مزيدا من الهجمات قد يتسبب في رد فعل قوية، كما أضاف أنه لا يوجد قلق على السفن المدنية في الحديدة طالما بقيت ملتزمة بالقانون البحري الدولي، وأكد أيضا أن القوات البحرية الوطنية اليمنية ستتولى المسؤولية في الدفاع عن اليمن وسيادته وسلامة أراضيه.
ذكر زعيم حركة أنصار الله عبد الملك بدر الدين الحوثي أن الولايات المتحدة هي اللاعب الرئيسي في الهجوم على الحديدة وأشار إلى أن الأطراف الأخرى مجرد «أدوات»، كما أكد على أن اليمنيين يقاتلون ضمن ما سماها «معركة التحرير والمقاومة» وذلك بهدف مواجهة الطغيان والغطرسة على جميع الجبهات.

### 14 حزيران/يونيو
اعترفت القوات الموالية للحكومة اليمنية في 14 حزيران/يونيو أنها فشلت في اختراق خط الدفاع الأول بسبب دفاع الحوثيين عن المدينة. وكانت مصادر طبية قد أفادت بأن ثلاثين من المسلحين الحوثيين قد قتلوا خلال الاشتباكات بالقرب من مطار الحديدة جنبا إلى جنب مع تسعة من القوات الموالية لهادي. وفقا للسفير الإماراتي لدى الأمم المتحدة عبيد سالم الزعابي فإن قوات التحالف تتمركز على بعد 2 كم فقط من مطار المدينة.

### 15 حزيران/يونيو
ذكرت قناة المسيرة التابعة للحوثيين مقتل وإصابة أكثر من 40 جنديا من قوات التحالف الذين وصفتهم «بالمرتزقة والمنافقين»؛ كما أكدت _نفس القناة_ على مقتل بعض القادة على مقربة من شاطئ المديتة من خلال استهدافهم بقذائف التوشكا بعد جمع المعلومات الاستخباراتية اللازمة بواسطة طائرة استطلاع.

### 16 حزيران/يونيو
ادعى التحالف أنه كان قريبا من «استرجاع» مطار الحديدة من سيطرة الحوثيين وسط اشتباكات خارج المطار. بعد ذلك بقليل نشرت وسائل إعلام سعودية وإماراتية أخبارا تُؤكد على أن التحالف استولى على المطار في 16 حزيران/يونيو وأن المهندسين يقومون بإزالة الألغام التي وضعها الحوثي في جميع أنحاء المطار. لكن وفي المقابل فقد ذكرت قناة الميادين عبر مراسليها في اليمن أن جماعة الحوثي جنبا إلى جنب مع اللجان الشعبية هي التي تُسيطر على المطار. ثم نشرت نفس القناة تقريرا آخر ذكرت فيه أن التحالف السعودي وحلفاؤه فشلوا في السيطرة على الحديدة فاضطروا للبقاء عند الساحل الغربي. نفت في نفس اليوم وسائل الإعلام الحوثية أن يكون المطار تحت سيطرة التحالف ثم ادعت أن جماعة أنصار الله تمكنت من قطع امدادات التحالف في الساحل الغربي من ثلاثة محاور. نشرت قناة الميادين مجددا خبرا مفاده أن الحوثيين تمكنوا من قتل أكثر من 40 ممن تُسميهم «المرتزقة المنافقين» وذلك خلال اليومين الماضيين في مختلف الجبهات.
وصل مارتن غريفيث المبعوث الخاص للأمم المتحدة إلى اليمن وذلك بهدف التفاوض مع الحوثيين الذين يُسيطرون على العاصمة صنعاء وسط مخاوف متزايدة من أن الحرب سوف تقطع شريان الحياة الوحيد لسكان البلاد.

## التأثير على الوضع الإنساني
ذكرت وكالة رويترز في 16 حزيران/يونيو أن المعركة أدت إلى إغلاق المدخل الشمالي الغربي من مدينة الحديدة المؤدي إلى صنعاء وبالتالي بات من الصعب نقل البضائع من أكبر ميناء في البلاد إلى المناطق الجبلية.

## ردود الفعل الدولية
قبل بداية القتال أرسل أعضاء من مجلس النواب الأمريكي رسالة إلى وزير الدفاع ماتيس حثوه فيها على القيام بكل ما في وسعه من أجل منع الهجوم أو على الأقل تأخيره.
حمل الزعيم الحوثي محمد علي الحوثي الغرب مسؤولية العدوان قائلا: «قال لنا مسؤولون بريطانيون قبل أسبوع أن القوات الإماراتية والسعودية لن يدخلوا معركة الحديدة قبل الوصول إلى اتفاق.» وفي بيان علني ذكر الحوثيون: «يهدف العدو إلى زيادة المخاطر في البحر الأحمر من خلال هذه المعركة ... يجب عليه أن يتحمل مسؤولية كل العواقب ... طبعا نحن لن نقف مكتوفي الأيدي في مواجهة الاعتداء الخارجي الخطير الذي يُهدد الملايين من اليمنيين.» مسلسل ردود الفعل القوية تواصل بعدما دعا أربعين من أعضاء برلمان المملكة المتحدة رئيسة الوزراء تيريزا ماي إلى وقف إطلاق النار ووقف توريد الأسلحة إلى التحالف.
أدانت وزارة الخارجية الإيرانية وبشدة العملية مدعية أنها من شأنها أن تُسبب كارثة إنسانية. في حين قالت وزارة الخارجية الروسية أن الهجوم على الميناء سيُسبب كارثة لا محالة على اليمن وسيوقف عملية السلام التي تهدف إلى إنهاء ثلاث سنوات من الحرب الأهلية.
في 3 يونيو/حزيران 2018 طلبت المملكة المتحدة عقد جلسة طارئة في مجلس الأمن لمناقشة المعركة.